# Pulfrich-Refraktometer

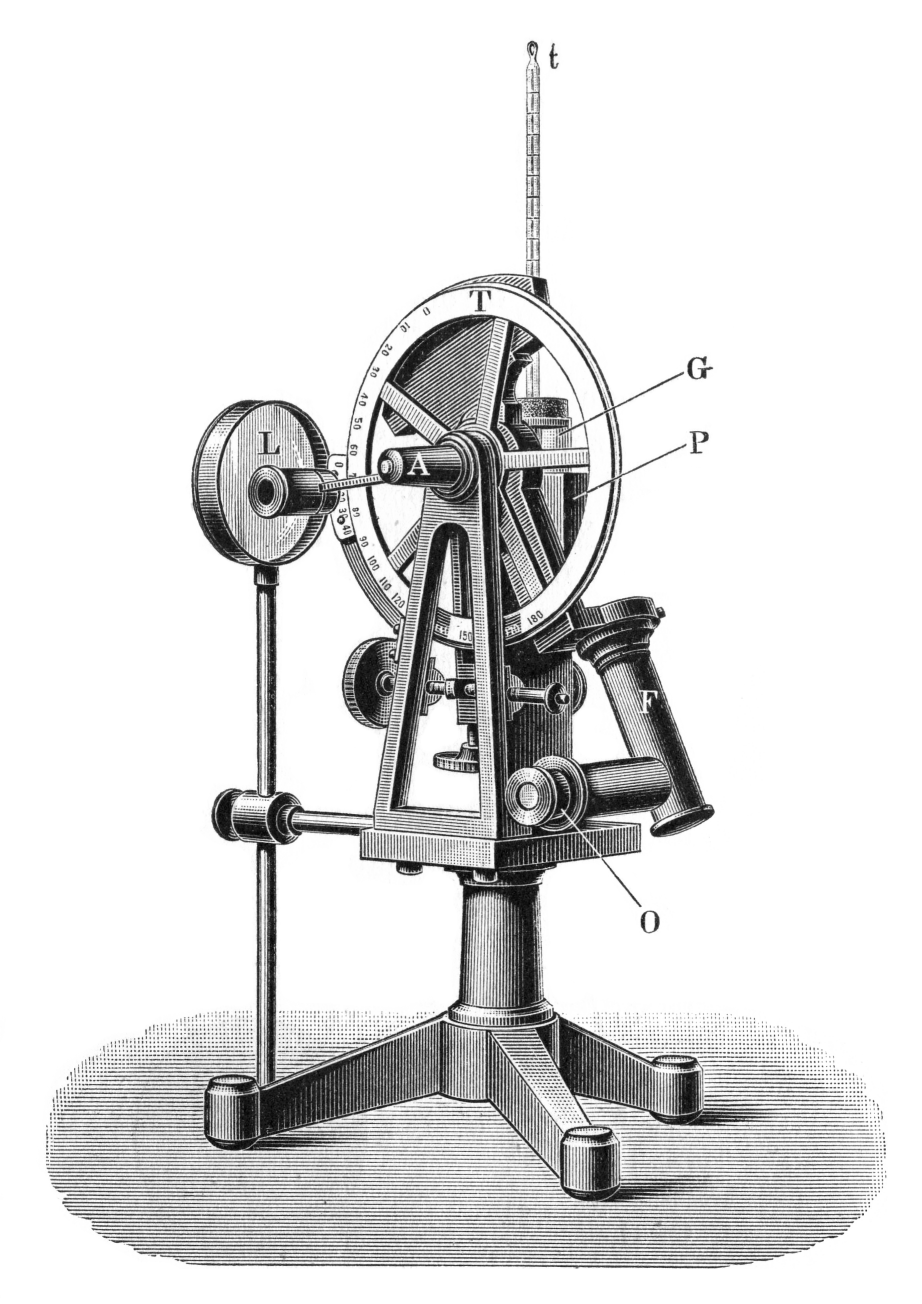
Pulfrich-Refraktometer (Holzstich 1897)

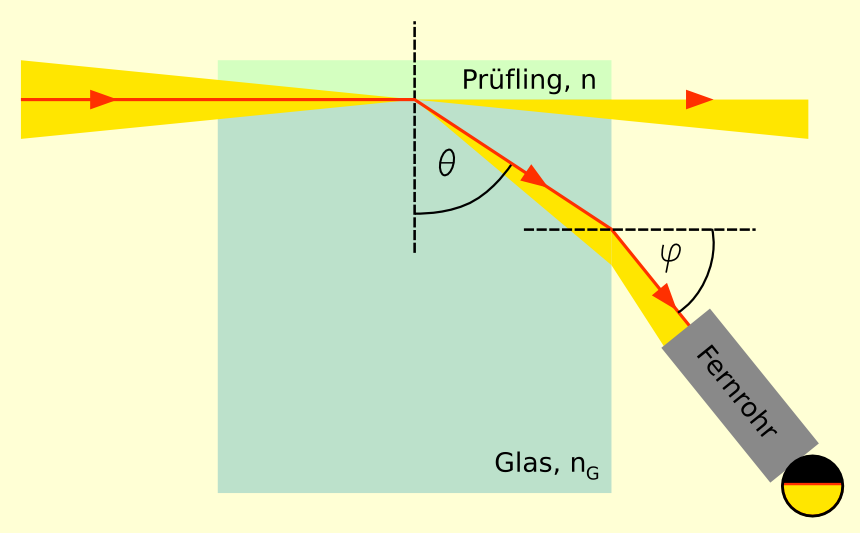
Schematische Darstellung des Strahlengangs beim Pulfrich-Refraktometer

Ein Pulfrich-Refraktometer ist eine Bauform eines Refraktometers, die nach Carl Pulfrich benannt ist. Es besteht aus einem quaderförmigen Glaskörper mit bekanntem Brechungsindex, einem Fernrohr und einer Möglichkeit den Winkel zwischen Quader und Fernrohr abzulesen.

## Funktion
An der Oberseite wird der Glasquader mit dem Prüfling in Kontakt gebracht. Die Grenzfläche wird mit leicht konvergentem Licht von der Seite beleuchtet. Der Teil des Lichtbündels, der von der Seite des Glaskörpers auf die Grenzfläche fällt, wird durch Totalreflexion im Glaskörper weitergeleitet. Der Teil des Lichts, der von der Seite des Prüflings (Brechungsindex {\displaystyle n<n_{G}}) auf die Grenzfläche fällt, wird gebrochen und transmittiert. Aufgrund der Totalreflexion entsteht ein dunkler Bereich zwischen den transmittierten und den totalreflektierten Strahlen. Anschließend werden alle Strahlen an der Seitenfläche gebrochen. Der Winkel zwischen der Grenzflächennormalen und dem Strahl, der gerade noch gebrochen wird, wird mit dem Fernrohr bestimmt. Dieser Grenzwinkel der Totalreflexion ist in der Abbildung durch {\displaystyle \theta } gegeben. Wird nun das Fernrohr auf den Winkel {\displaystyle \varphi } eingestellt, so manifestiert sich der Grenzübergang durch einen scharfen Hell-Dunkel-Übergang. Der Grenzwinkel ist gegeben durch:
{\displaystyle \sin \theta ={\frac {n}{n_{G}}}}
An der Seitenfläche wird dieser Strahl gebrochen. Der Einfallswinkel zum Lot ist dabei {\displaystyle 90^{\circ }-\theta } für den Austrittswinkel {\displaystyle \varphi } (zum Lot gemessen) gilt nach dem Brechungsgesetz
{\displaystyle {\frac {\sin(90^{\circ }-\theta )}{\sin \varphi }}={\frac {1}{n_{G}}}\Rightarrow \cos \theta ={\frac {\sin \varphi }{n_{G}}}}
Aus der trigonometrischen Identität {\displaystyle \sin ^{2}\theta +\cos ^{2}\theta =1} folgt nun:
{\displaystyle n={\sqrt {n_{G}^{2}-\sin ^{2}\varphi }}}

## Anwendungsbeispiel
Beispielsweise lässt sich mit einem Pulfrich-Refraktometer der Brechungsindex von Ethanol bestimmen. Verwendet man ein Pulfrich-Refraktometer aus Quarzglas mit einem Brechungsindex {\displaystyle n_{G}=1{,}46}, so ergibt die Messung des Winkels am Fernrohr {\displaystyle \varphi =31{,}83^{\circ }}. Mit obiger Formel ergibt sich:
{\displaystyle n={\sqrt {(1{,}46)^{2}-\sin ^{2}(31{,}83^{\circ })}}=1{,}361}